# Curtis Knight
Curtis Knight (bürgerlich Mont Curtis McNear; * 9. Mai 1929 in Fort Scott, Kansas, USA; † 29. November 1999 in Lelystad, Niederlande) war ein US-amerikanischer Sänger und Komponist. Bekanntheit erlangte er insbesondere durch die Zusammenarbeit mit Jimi Hendrix. Der Gitarrist war unter dem Namen Jimmy Hendrix von Oktober 1965 bis Mai 1966 ein Teil der Band Curtis Knight & The Squires und spielte dabei zahlreiche Aufnahmen ein. Zu den Aufnahmen gehören viele Eigenkompositionen, aber auch Coverversionen zeitgenössischer Songs der Rolling Stones (Satisfaction), der Beatles (Day Tripper) und von Allen Toussaint (Get Out Of My Life Woman).

## Rezeption
Die von einem prägnanten Drumbeat geprägte Aufnahme Happy Birthday von Curtis Knight & The Squires feat. Jimi Hendrix wurde 1991 von den Beastie Boys gesampelt. Das Sample diente als Basistrack für Jimmy James, den Eröffnungstitel des Beastie-Boys-Albums Check Your Head.

## Werk

### Diskografie (Auswahl)
- The Complete PPX Studio Recordings, Produzent: Ed Chalpin, PPX Studios, New York; SPV Recordings, Hannover 2000:
  - Get That Feeling (Vol. 1), Schlagzeug: Johnny Star, Gitarre: Jimi Hendrix.
  - Flashing (Vol. 2), Schlagzeug: Johnny Star, Gitarre: Jimi Hendrix.
  - Ballad of Jimi (Vol. 3), Schlagzeug: Johnny Star, Gitarre: Jimi Hendrix.
  - Live at George’s Club (Vol. 4), Gitarre: Jimi Hendrix.
  - Something on Your Mind (Vol. 5), Gitarre: Jimi Hendrix.
  - On the Killing Floor (Vol. 6), Gitarre: Jimi Hendrix.
- Curtis Knight & The Squires: You Can’t Use My Name: The RSVP/PPX Sessions, Legacy Recordings, 2015.
- Curtis Knight feat. Jimi Hendrix: Live at George’s Club 20, 1965 & 1966, Dagger Records, 2017.
- Curtis Knight & The Squires: No Business: The PPX Sessions Volume 2, Dagger Records, 2020.

### Schriften
- Curtis Knight: Jimi: An Intimate Biography of Jimi Hendrix. New York, 1974.
- Curtis Knight: Jimi Hendrix : Starchild. New York, 1992.

### Musikbeispiele
- Curtis Knight: Voodoo Woman auf YouTube
- Curtis Knight & The Squires feat. Jimmy Hendrix: How Would You Feel auf YouTube
- Curtis Knight & The Squires feat. Jimmy Hendrix: You Can't Use My Name / Gloomy Monday auf YouTube
- Curtis Knight & The Squires feat. Jimmy Hendrix: Fool for You Baby auf YouTube